# Hanila kommun
Hanila kommun (estniska: Hanila vald) var en kommun i landskapet Läänemaa i västra Estland. Byn Kõmsi var kommunens centralort. Största samhälle var småköpingen (estniska: alevik) och färjeläget Virtsu, varifrån färjorna till Moon och Ösel utgår. Även byn Vatla och kyrkbyn Hanila låg i kommunen. Den låg utmed Estlands västkust vid havsområdet Moonsund (estniska: Väinameri). 
Kommunen uppgick den 24 oktober 2017 i Lääneranna kommun som även omfattar de tidigare kommunerna Lihula, då belägen i landskapet Läänemaa, samt Varbla och Koonga, då som nu belägna i landskapet Pärnumaa. Lääneranna kommunen ligger i landskapet Pärnumaa, vilket innebär att det område som motsvarar Hanila och Lihula kommun överfördes till detta landskap i samband med kommunreformen.